# Partito Nazionale Fascista
De Partito Nazionale Fascista (PNF) (Nederlands: Nationaal-Fascistische Partij), was een door Benito Mussolini opgerichte fascistische politieke partij, die Italië regeerde tussen 1922 en 1943. Het is tot op heden de enige partij waarvan heroprichting volgens de Italiaanse Grondwet verboden is.

## Geschiedenis
In 1919 richtte Mussolini in Milaan de Fasci di Combattimento op. Deze beweging was samengesteld uit knokploegen van veteranen die beweerden de orde te willen herstellen en Italië te geven waar het recht op had. De Fasci di Combattimento werd uiteindelijk een politieke partij onder de naam Partito Nazionale Fascista met Mussolini als Duce (hoogste leider). In 1922 werd Mussolini met steun van koning Victor Emanuel III premier. Mussolini kon nu heel Italië omvormen tot een fascistische staat, door achtereenvolgens de andere politieke groeperingen (socialisten, liberalen, katholieken) buitenspel te zetten. Op 3 januari 1925 riep Mussolini de PNF uit tot enige politieke partij in Italië.
Op 27 juli 1943 werd de partij door de nieuwe premier Pietro Badoglio verboden.

## Voorzitters
- Michele Bianchi (november 1921 - januari 1923)
- Triumviraat: Michele Bianchi, Nicola Sansanelli, Giuseppe Bastianini (januari 1923 - oktober 1923)
- Francesco Giunta (15 oktober 1923 - 22 april 1924)
- Tetrarchie: Roberto Forges Davanzati, Cesare Rossi, Giovanni Marinelli, Alessandro Melchiorri (23 april 1924 - 15 februari 1925)
- Roberto Farinacci (15 februari 1925 - 30 maart 1926)
- Augusto Turati (30 maart 1926 - 7 oktober 1930)
- Giovanni Giuriati (oktober 1930 - december 1931)
- Achille Starace (december 1931 - oktober 1939)
- Ettore Muti (oktober 1939- oktober 1940)
- Adelchi Serena (oktober 1940 - december 1941)
- Aldo Vidussoni (december 1941 - april 1943)
- Carlo Scorza (april 1943 - 27 juli 1943)